# ژائو بنشن
ژائو بنشِـن (چینی: 赵本山؛ زادهٔ ۲ اکتبر ۱۹۵۷) یک هنرپیشه اهل چین است. از فیلم‌هایی که وی در آن نقش داشته است، می‌توان به استاد بزرگ و امپراتور و آدم‌کش اشاره کرد.